# トーマス・ファーンリー
トーマス・ファーンリー（Thomas Fearnley、1802年12月27日 - 1842年1月16日）はノルウェーの画家。ノルウェーなどの風景を描いた。

## 略歴
ノルウェー南部の町、Frederikshald（現在はハルデンの一部）で生まれた。父方の祖父はイギリスからノルウェーに移住した商人で、母親はテレマルクの裕福な商人の一族の出身であった。弟のカール・フレデリク・ファーンリー(Carl Frederik Fearnley: 1818–1890)は天文学者になり、オスロ大学の教授になった。
1819年から1821年までオスロの工芸・芸術産業学校(Statens håndverks- og kunstindustriskole) で学び、1821年から1823年までデンマーク王立美術院で学び、1823年から1827年まで、スウェーデン王立美術院でスウェーデンの風景画家カール・ヨハン・ファールクランツに学んだ。
スウェーデンの王室や貴族から絵の注文を受けて、1824年ころからノルウェーを旅し風景画を描き、ヴェストランでロマン主義の画家ヨハン・クリスチャン・ダール(1788-1857)とも知り合った。1827年から1年ほどコペンハーゲンに滞在した後、ノルウェーに旅した。1829年からはドレスデンに移り、ドレスデンで活動をしていたダールのもとで修行した。ドレスデンではヨゼフ・ペツル(Joseph Petzl: 1803-1871)やヴェストファール(Friedrich Bernhard Westphal: 1803-1844)といった画家と交流した。1830年からはミュンヘンで活動した。
1930年代はヨーロッパ各地を旅して風景を描き、1832年にヴェネツィア、ローマ、1833年にシチリアを訪れた。イタリア南部やスイスの風景を描き、1835年にはパリ、1836年にロンドンを訪れた。1839年にはドイツの画家、アンドレアス・アッヒェンバッハとソグネ・フィヨルドなどノルウェーを旅した。
1840年に、パトロンの一人で、後にノルウェー有数の銀行の設立したNicolai Andresen (1781–1861)の娘 Cecilia Catharine Andresen (1817–1888)と結婚した。1841年にアムステルダムに移り、息子のトーマス・ニコライ・ファーンリー(Thomas Nicolay Fearnley: 1841–1927)が生まれた。息子は1869年に海運会社 Fearnley & Egerを設立し、ノルウェーの海運王となる人物である。
トーマス・ファーンリーは腸チフスのため1842年にミュンヘンで39歳で亡くなった。

## 作品

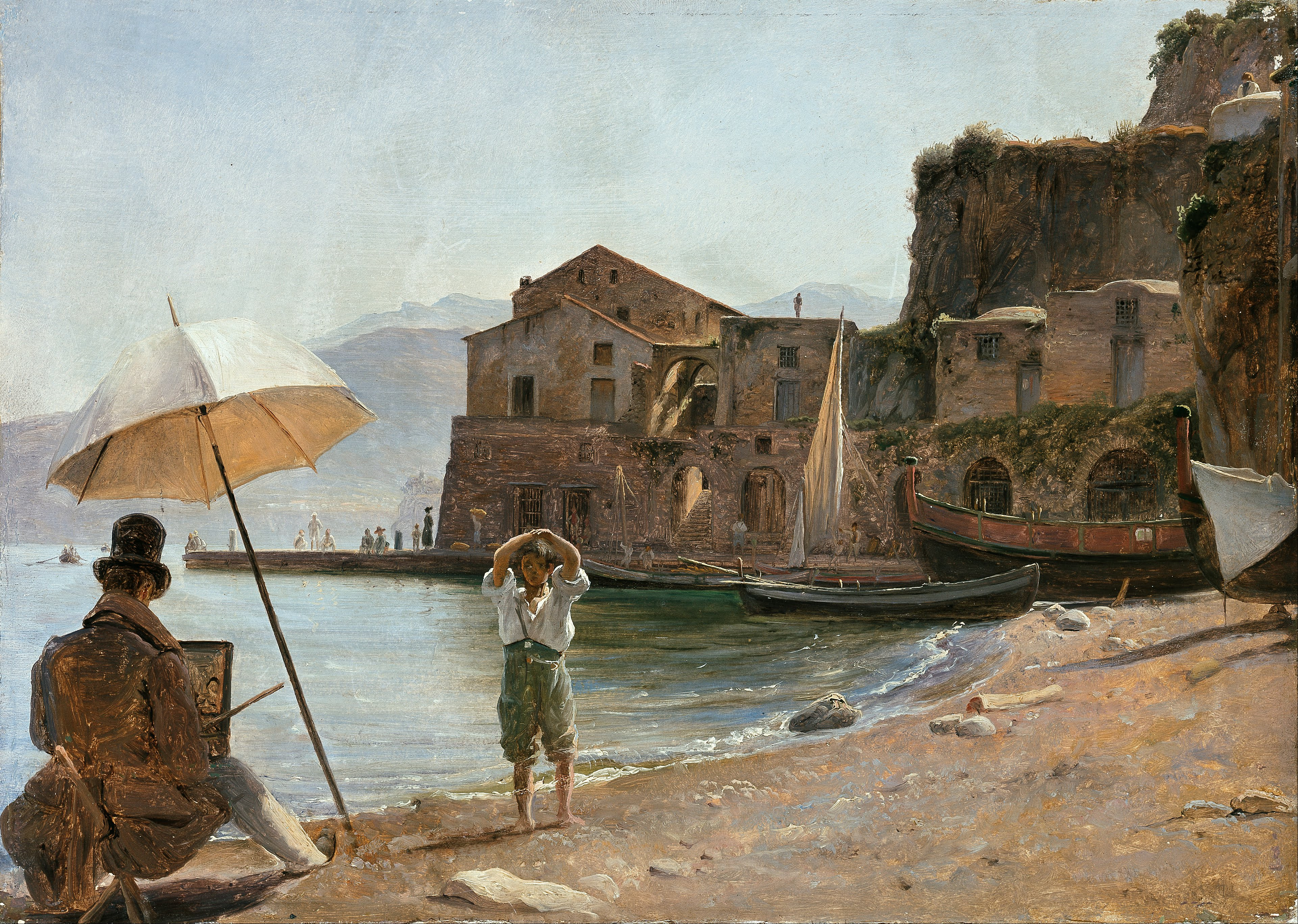
画家と少年 (1834)
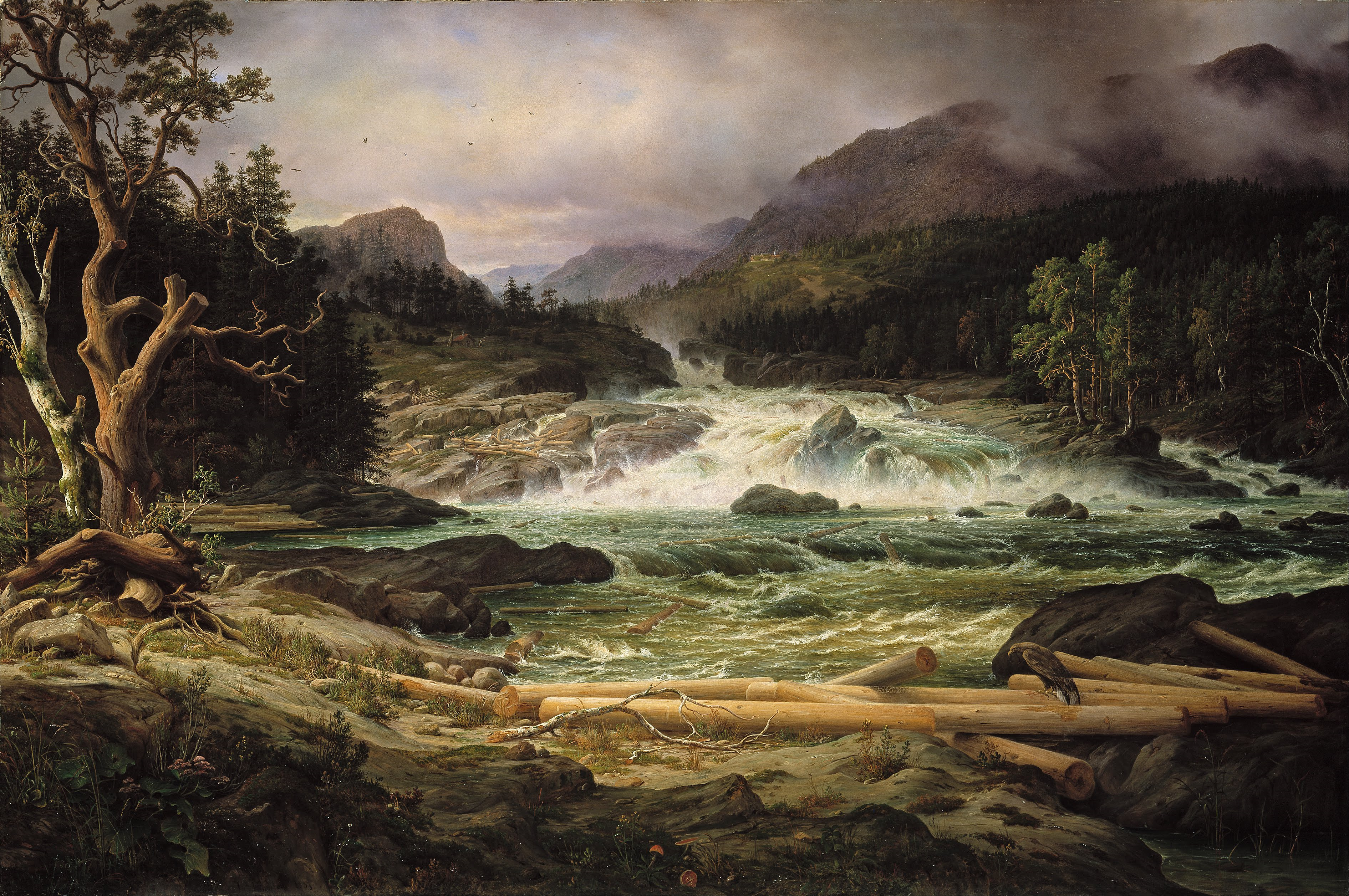
Labrofossen, 1837
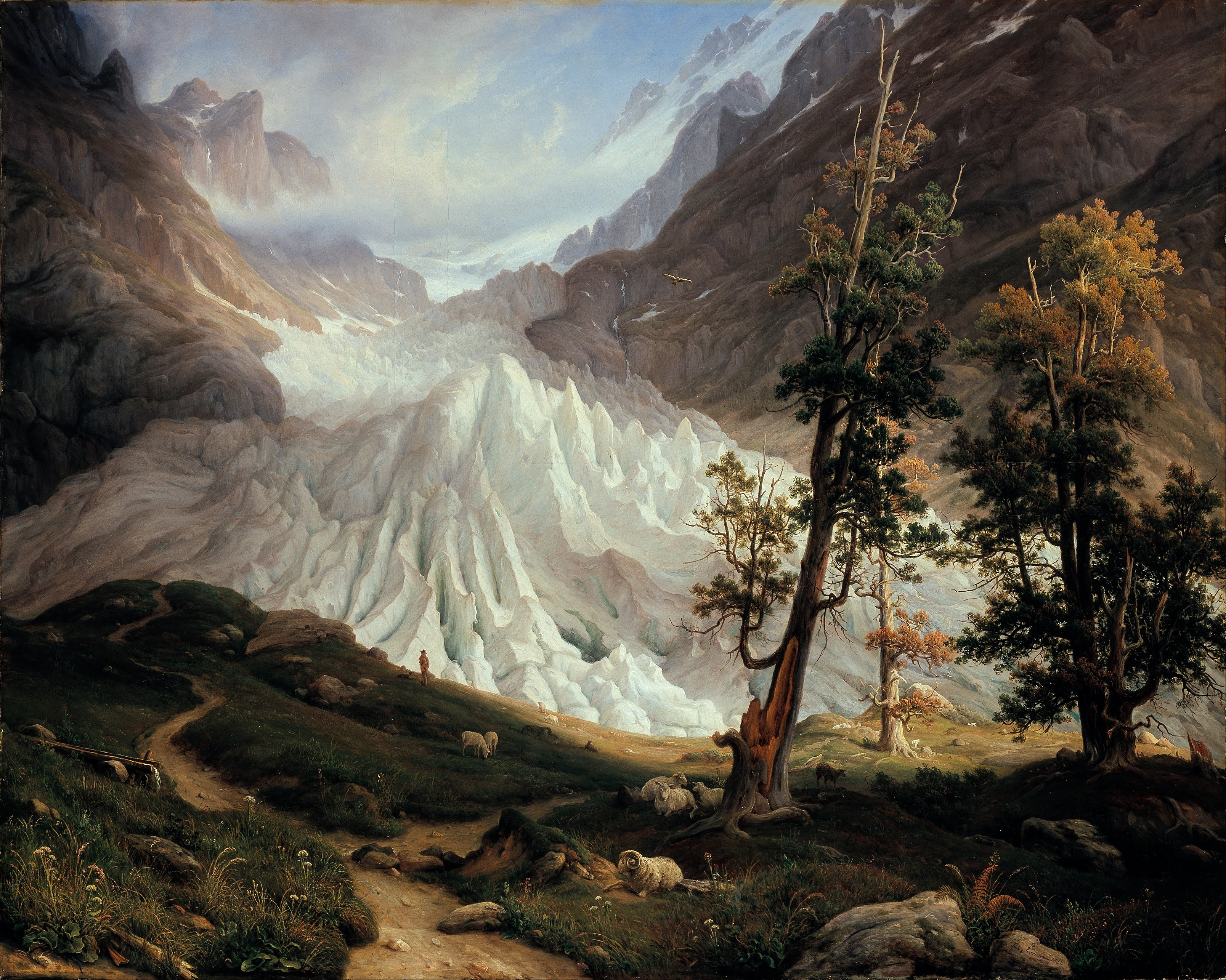
グリンデルヴァルト氷河 (1838)
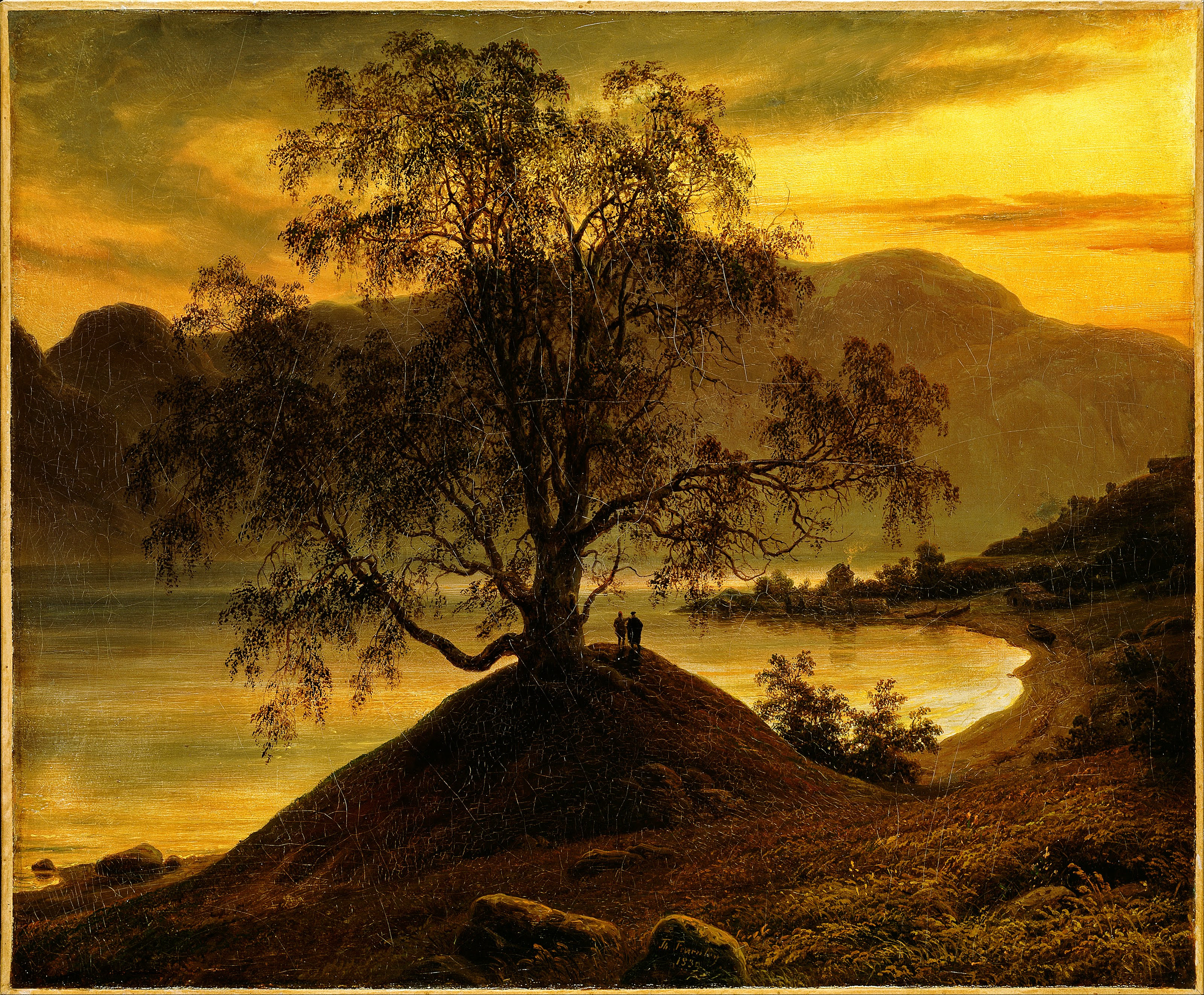
Slindebirke, 1839